# Prismă hexagonală metabiaugmentată
În geometrie prisma hexagonală metabiaugmentată este un poliedru convex construit prin augmentarea unei prisme hexagonale prin atașarea a două piramide pătrate (J1) pe două din fețele sale laterale care nu sunt adiacente sau opuse. Este poliedrul Johnson J56. Când două astfel de piramide sunt atașate la fețele laterale opuse, rezultatul este o prismă hexagonală parabiaugmentată (J55). Poliedrul obținut prin atașarea piramidelor la fețele laterale adiacente nu este convex, prin urmare nu este un poliedru Johnson.
Având 14 fețe, este un tetradecaedru.

## Mărimi asociate
Pentru o prismă hexagonală augmentată cu lungimea laturilor egală cu 2 coordonatele vârfurilor sunt date de:
{\displaystyle \left(\pm 1;\;\pm 1;\;\pm {\sqrt {3}}\right),}
{\displaystyle \left(\pm 2;\;\pm 1;\;0\right),}
{\displaystyle \left(\pm {\frac {3+{\sqrt {6}}}{2}};\;0;\;{\frac {{\sqrt {2}}+{\sqrt {3}}}{2}}\right).}
În acest caz, axa de simetrie a poliedrului va coincide cu axa Oz, iar două plane de simetrie vor coincide cu planele xOz și yOz.
Următoarele formule pentru arie, A și volum, V sunt stabilite pentru lungimea laturilor tuturor poligoanelor (care sunt regulate) a:
{\displaystyle A=(4+5{\sqrt {3}})\,a^{2}\approx 12,660254~a^{2},}
{\displaystyle V={\frac {1}{6}}(2{\sqrt {2}}+9{\sqrt {3}})\,a^{3}\approx 3,069481~a^{3}.}